# メソシデライト
メソシデライト(Mesosiderite)は隕石の分類で、石鉄隕石はパラサイトとメソシデライトに分類される。語源は meso（中間を意味する接頭語）がsiderite（隕鉄の意）につけられたものである。
ニッケル、鉄の金属成分と珪化物がほぼ同量からなり、珪化物の組織はeucrites やdiogenitesと似ている。
隕石のうちでは珍しいもので、2009年6月までに南極で発見された44個を含め145個が登録されている。落下が目撃されたものは7例である。
これまで発見された最大のメソシデライトはチリのアタカマ砂漠のヴォカ・ムエルタで発見されたもので、発見された隕石破片の総重量は3.8トンに達している。
落下が目撃された物としては、中国のDong Ujimqin Qiに1995年9月7日に3つの隕石が落下し、129kgの隕石が回収された。1879年5月10日にアメリカ合衆国アイオワ州に落下したEstherville隕石は、明るい火球が目撃された後、多くの隕石破片が落下し、トータルで320kgの隕石が回収された。1935年3月12日ポーランドのLowiczに落下した隕石は、50以上の破片が落下し、トータルで59kgが回収された。その他に、スペインのBarea（1842年）、イランのVeramin (1880年)、パプア・ニューギアナのアイスランドのDyarrl島(1933年)、インドのPatwa(1935年)などで、落下が目撃されたメソシデライトがある。